# Izbavi nas od zla (2006.)
Izbavi nas od zla američki je dokumentarni film iz 2006. godine u režiji Amy J. Berg, a govori o istinitoj priči o katoličkom svećeniku Oliveru O'Gradyju koji je priznao da je uznemiravao i silovao približno 25 djece u sjevernoj Kaliforniji između kasnih 1970-ih i ranih 1990-ih. Film je osvojio Nagradu za najbolji dokumentarac na Losangeleskom filmskom festivalu 2006. godine i nominiran je za Akademijinu nagradu za najbolji dokumentarni film pri čemu je izgubio od Neugodne istine. Naslov se referira na redak iz Gospodinove molitve.

## Radnja
Film kroničarski prati O'Gradyjeve svećeničke godine u sjevernoj Kaliforniji gdje je počinio svoje zločine. Nakon što je osuđen za uznemiravanje djece i odslužio sedam godina u zatvoru O'Grady je protjeran u svoju rodnu Irsku gdje ga je Berg intervjuirala 2005. godine. Osim toga film prikazuje procesne dokumente, snimljene depozicije, intervjue s aktivistima, teolozima, psiholozima i pravnicima koji sugeriraju da Crkveni službenici nisu samo znali za O'Gradyjeve zločine, već su i aktivno poduzimali korake da ih prikriju.

## Recepcija
Irish Independent kritizirao je Berg zbog snimanja djece u Irskoj bez njihova znanja.
Film je bio vrlo dobro prihvaćen među kritičarima stekavši 100-postotnu ocjenu "Fresh" na Rotten Tomatoesu. U siječnju 2011. godine film se nalazio na osmom mjestu Rotten Tomatoesova popisa najbolje ocjenjenih filmova svih vremena.
Nakon što je dokumentarac prikazan na nizozemskom nacionalnom TV-u u travnju 2010. članovi župe u Schiedamu prepoznali su O'Gradyja kao aktivnog volontera u toj župi sve do siječnja 2010. godine. Njegova je pozadina bila nepoznata župljanima. Osim one da je bio aktivan u Nizozemskoj kao organizator dječjih zabava.

## Više informacija
- Obrat vjere (2005.), dokumentarni film HBO-a o zlostavljanju u Katoličkoj crkvi
- Moj najveći grijeh: muk u Domu Božjem (2012.), još jedan dokumentarac HBO-a
- Seksualni zločini i Vatikan, dokumentarac BBC-a iz 2006.
- Što je Papa znao, epizoda Panorame (BBC) iz 2010.
- Crvena vrela katolička ljubav, epizoda South Parka iz 2002. o katoličkom seksualnom skandalu

## Vanjske poveznice
- službeno mrežno mjesto
- Izbavi nas od zla na Internet Movie Databaseu
- Izbavi nas od zla[neaktivna poveznica] na AllRoviju
- Izbavi nas od zla na Box Office Mojo
- Izbavi nas od zla na Rotten Tomatoesu
- Izbavi nas od zla na Metacriticu
- intervju s redateljicom Amy Berg - /Film
- kritika filma s mjesta specijaliziranog u odbacivanju medijske pokrivenosti skandala o zlostavljanju djece u Katoličkoj crkvi